# Kit Teller
Mali Rendžer (tal. Piccolo Ranger) talijanski je strip posvećen Kitu Telleru, liku kojeg su 1958. stvorili scenarist Andrea Lavezzolo i dizajner Francesco Gamba; u Italiji su objavili Audace Editions u prugastom formatu u istoimenom nizu i kasnije u novoj seriji u obliku Bonellia objavljenoj između 1963. i 1985. Lik pripada mnoštvu tinejdžerskih heroja vrlo rasprostranjenih pedesetih i šezdesetih godina, kao što su Kapetan Miki, Mali Šerif i drugi, koji su željeli tako mladi kako bi favorizirali njihovu identifikaciju s potencijalnim mladim kupcima, koji su njihovi vršnjaci mogli bi se odraziti u protagonistima stripskih priča. Serija predstavlja vlastitu originalnost koja daje život dugačkom i zanimljivom stripu stripova s tragičnim i duhovitim tonovima među najuspješnijim zapadnim žanrom razdoblja. Premijeru je imao 15. lipnja 1958., a pripada žanru western stripa. Radnja se dešava na Divljem zapadu. Serija je također objavljena u Francuskoj, bivšoj Jugoslaviji (sada u Sloveniji, Hrvatskoj, Bosni i Hercegovini, Srbiji), Turskoj, Grčkoj, Španjolskoj i Brazilu.

## Biografija
Kit Teller je sin Mary Worth i Mosesa Tellera koji emigriraju iz Walesa u potrazi za srećom u Sjedinjenim Američkim Državama gdje, nakon što stignu, odu na divlje granične teritorije u potrazi za poslom. Tijekom ovog putovanja, na granici između Missourija i Illinoisa, Kit je rođen 1861. godine. Osam mjeseci nakon Kitovog rođenja, majka mu je umrla i mali Kit se razbolio. Spašeni od Indijanaca iz plemena Crvenog Bizona, Kit i njegov otac ostaju s Indijancima gotovo godinu dana, a zatim odlaze pridružiti se rendžerima iželi poslati Kita na koledž na istoku. Moses postaje rendžer i dobiva dopuštenje od zapovjednika da zadrži malog Kita u utvrdi čekajući da dijete naraste do dobi za odlazak u koledž.
Od tog trenutka počinje serija Mali Rendžer. Kitov otac je za vrijeme misije dezertirao i pobjegao da živi s Indijancima i stoga ih smatraju izdajicom. Rendžeri u tvrđavi htjeli bi skriti činjenicu od malog Kita koji je još uvijek popularan. Mali Rendžer živi svoje pustolovine u divljini koda se suočava s odmetnicima, žestokim Indijancima, ali i mudrim gmazovima, vanzemaljcima ili srednjovjekovnim ratnicima koji znaju kako ratovati u novom svijetu. Ali na kraju svake avanture mladi rendžer pronalazi svoje prijatelje među sigurnim zidovima utvrde. Među njima je i zaručnica Claretta Morning, s kojom će se kasnije vjenčati i živjeti na ranču. Tu su i krčmarica utvrde Rose Morning, majka Clarette, pijani Brandy Jim, kineski kuhar i perač Cin Lao, narednik O'Hara, Zubati Bill, nerazdvojni prijatelj Frankie Bellevan, Annie Četiri Pištolja, Ibrahim Bamboula.
Za razliku od drugih strip junaka koje upoznajemo u startu kao dokazane heroje i snagatore, Kit iz prvih avantura izlazi kao pobjednik zahvaljujući prvenstveno sreći, slučajnosti a potom i lukavstvu. Za razliku od drugih, Kit po pravilu u svojim procjenama ispada naivan, biva pretučen i zarobljen. Tek kad ga Cin Laoa nauči nešto od tajni istočnjačkih borbi, primenjuje i silu. Na početku serijala on je običan vojnik, da bi kasnije dobio činove narednika i kapetana.

## Uvodna izdanja
Izdavač stripa u Italiji je Sergio Bonelli Editore, dok je u nekadašnjoj Jugoslaviji strip izlazio kratko u Zlatnoj Seriji, a potom isključivo u Lunovom Magnus Stripu.